# UASC A4-Klasse
Die UASC A4-Klasse war eine Klasse von Containerschiffen der Reederei United Arab Shipping Company.

## Einzelheiten

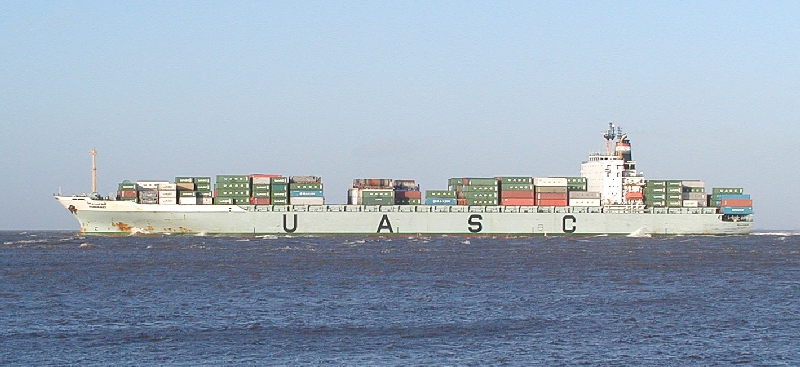
Die Fowairet auf der Elbe

Die zehn für die United Arab Shipping Company (UASC) mit Sitz in Kuwait gebauten Einheiten entstanden 1998 auf den japanischen Werften Kawasaki Heavy Industries in Sakaide, Mitsubishi Heavy Industries in Nagasaki und Mitsui Engineering & Shipbuilding in Ichihara. Es waren Vollcontainerschiffe mit vier Fünftel achtern über der Maschinenanlage angeordneten Aufbauten. Fünf der mit Cellguides versehenen Laderäume befanden sich vor dem Deckshaus und einer dahinter. Die Luken waren mit Pontonlukendeckeln verschlossen. Die Containerstellplatzkapazität lag anfangs bei 3802 TEU, von denen ein verhältnismäßig hoher Anteil von 54,4 % (2068 TEU) im Raum gefahren werden konnte. Später gab die Reederei die maximale Containerstellplatzkapazität mit 4101 TEU an. An Bord der Schiffe konnten Integral-Kühlcontainer versorgt werden.
Die Antriebsanlage bestand aus einem Zweitakt-Dieselmotor mit 34.348 Kilowatt Leistung. Der Motor wirkte direkt auf einen Festpropeller und verhalf den Schiffen zu einer Geschwindigkeit von 24 Knoten.
Das Typschiff der Klasse, die Narjan, wurde im Februar 1998 an die Auftraggeber abgeliefert, die neun Schwesterschiffe folgten alle im Laufe desselben Jahres.
Die Fowairet lief am 20. September 2005 bei Walsoorden auf Grund, wobei der Rumpf des Schiffes einknickte. Nach dem Abbergen wurde im Dock in Schiedam die betroffene 40-Fuß-Laderaumsektion entfernt und die Fowairet blieb so verkürzt zunächst für weitere 18 Monate in Fahrt, bevor eine neue Sektion eingefügt wurde.
Durch die Fusion von UASC mit Hapag-Lloyd gelangten die Schiffe im Jahr 2017 an Hapag-Lloyd. Noch im selben Jahr wurden fünf Schiffe zum Abbruch verkauft, die verbliebenen Schiffe wurden 2018 verschrottet.

## Die Schiffe
| UASC A4-Klasse               | UASC A4-Klasse     | UASC A4-Klasse | UASC A4-Klasse   | UASC A4-Klasse                          |
| Bauname                      | Bauwerft/Baunummer | IMO-Nummer     | Indienststellung | Umbenennungen und Verbleib              |
| ---------------------------- | ------------------ | -------------- | ---------------- | --------------------------------------- |
| Najran                       | Kawasaki/1474      | 9149744        | Februar 1998     | 2017 Abbruch in Aliağa                  |
| Abu Dhabi                    | Mitsubishi/2131    | 9152258        | März 1998        | 2013: Sakaka, 2017 Abbruch in Xinhui    |
| Al Sabahia                   | Mitsui/1441        | 9154529        | März 1998        | 2013: Sabya, 2018 Abbruch in Jiangyin   |
| Fowairet                     | Mitsubishi/2132    | 9152260        | Mai 1998         | 2018 Abbruch in Jiangyin                |
| Asir                         | Mitsui/1442        | 9154531        | Juni 1998        | 2017 Abbruch in Aliağa                  |
| Al Farahidi                  | Kawasaki/1475      | 9149756        | Juli 1998        | 2018 Abbruch in Aliağa                  |
| Al Abdali                    | Mitsui/1443        | 9154543        | September 1998   | 2018 Abbruch in Aliağa                  |
| Deira                        | Kawasaki/1476      | 9149768        | September 1998   | 2017 Abbruch in Xinhui                  |
| Al Mutanabbi                 | Mitsubishi/2133    | 9152272        | November 1998    | 2013: Al Rain, 2018 Abbruch in Jiangyin |
| Al Noof                      | Mitsui/1477        | 9149770        | November 1998    | 2013: Sudair, 2017 Abbruch in Aliağa    |
| Daten: Equasis, grosstonnage |                    |                |                  |                                         |